# Brug 198
Brug 198 is een vaste brug in Amsterdam-Centrum.
Het is een van de minst opvallende bruggen van Amsterdam. Ze is gelegen in het Kleine-Gartmanplantsoen en overspant de Lijnbaansgracht ter hoogte van de Leidsekruisstraat. De Lijnbaansgracht duikt hier naar wens van de gemeenteraad in 1913 onder genoemd plantsoen, de Stadsschouwburg en het gedeelte nieuwbouw van de Melkweg. Het bouwwerk heeft de vorm van een zeer lange duiker. Het ontwerp dateert van 1910 en komt van de Dienst der Publieke Werken en is zeer vermoedelijk van Jo van der Mey. Ook Piet Kramer zou er enige bemoeienis mee gehad hebben. Het bouwwerk is onopvallend op het plein aangezien de noordkant van die brug naadloos aansluit bij dat plein. De zuidkant laat een typisch Van der Mey-ontwerp zien, in aanloop naar de Amsterdamse Schoolstijl met veel baksteen. Wat wel opvalt is de verlichtingspilaar annex pyloon midden op de brug boven op de pijler, gebouwd met vertanding en weggewerkt tussen de siersmeedijzeren balustrades. Verder opvallend gezien vanaf het water zijn de hoekige walkanten, waar normaliter voor een vloeiende lijn werd gekozen. Beide landhoofden zijn nog versierd met twee schilden met de drie Andreaskruisen van Amsterdam.  

## Afbeeldingen

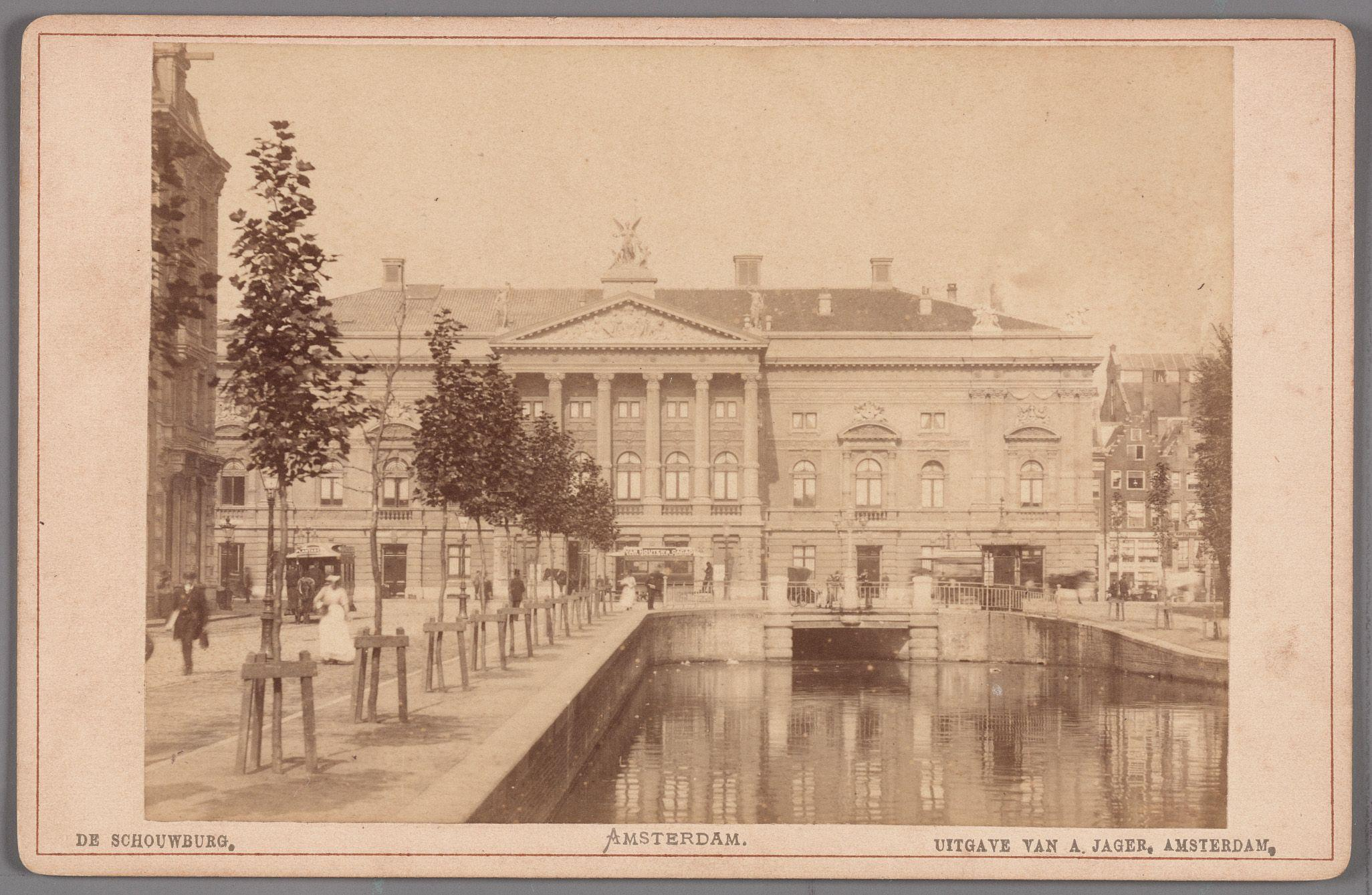
De Stadsschouwburg in 1889 met nog een open Lijnbaansgracht ervoor

<<< · 100 · 101 · 102 · 103 ·  105 · 106 · 107 · 108 · 109 ·  110 · 111 · 112 · 113 · 114 · 115 · 116 · 117 · 118 · 119 · 120 · 121 · 122 · 123 · 124 · 125 · 126 · 127 · 128 · 129 · 130 · 131 · 132 · 135 · 136 · 137 · 138 · 139 · 140 · 141 · 142 · 143 · 144 · 145 · 146 · 147 · 148 · 149 ·  150 · 151 · 152 · 155 · 156 · 159 · 160 · 161 · 162 · 163 · 164 · 165 · 166 · 167 · 168 · 169 ·  170 · 171 · 172 · 173 · 174 · 175 · 176 · 177 · 178 · 179 · 180 · 181 · 182 · 183 · 184 · 185 · 186 · 187 · 189 · 190 · 191 · 192 · 193 · 194 · 195 · 196 · 198 · 199 · >>>
Brugnummers 104, 133, 134, 153, 154, 157, 158, 188 en 197 zijn niet (meer) in gebruik.